# Hong Jeong-ho
Hong Jeong-ho (홍정호?, 洪正好?; Jeju, 18 agosto 1989) è un calciatore sudcoreano, difensore del Jeonbuk Hyundai.

## Palmarès

### Club
- K League 1

Jeonbuk Hyundai: 2018, 2019, 2020
- Coppa di Corea del Sud

Jeonbuk Hyundai: 2020

### Nazionale
Giochi asiatici: 1
2010